# Округ Дикенсон (Вирџинија)
Дикенсон (енгл. Dickenson County) је округ у америчкој савезној држави Вирџинија.

## Демографија
По попису из 2010. године број становника је 15.903, што је 492 (-3,0%) становника мање него 2000. године.
| Група             | 2000.          | 2010.          |
| Белци             | 16.163 (98,6%) | 15.650 (98,4%) |
| Афроамериканци    | 58 (0,4%)      | 51 (0,3%)      |
| Азијати           | 12 (0,1%)      | 18 (0,1%)      |
| Хиспаноамериканци | 70 (0,4%)      | 86 (0,5%)      |
| Укупно            | 16.395         | 15.903         |